# اعتماد (فیلم ۲۰۱۰)
«اعتماد» (انگلیسی: Trust) یک فیلم آمریکایی به کارگردانی دیوید شویمر است که در سال ۲۰۱۰ منتشر شد.

## خلاصه داستان
دختری نوجوان توسط شکارچی جنسی از طریق اینترنت مورد هدف قرار می‌گیرد…

## بازیگران
- کلایو اوون
- کاترین کینر
- لیانا لیبراتو
- ویولا دیویس
- جیسون کلارک
- نوآه امریش